# Estarreja

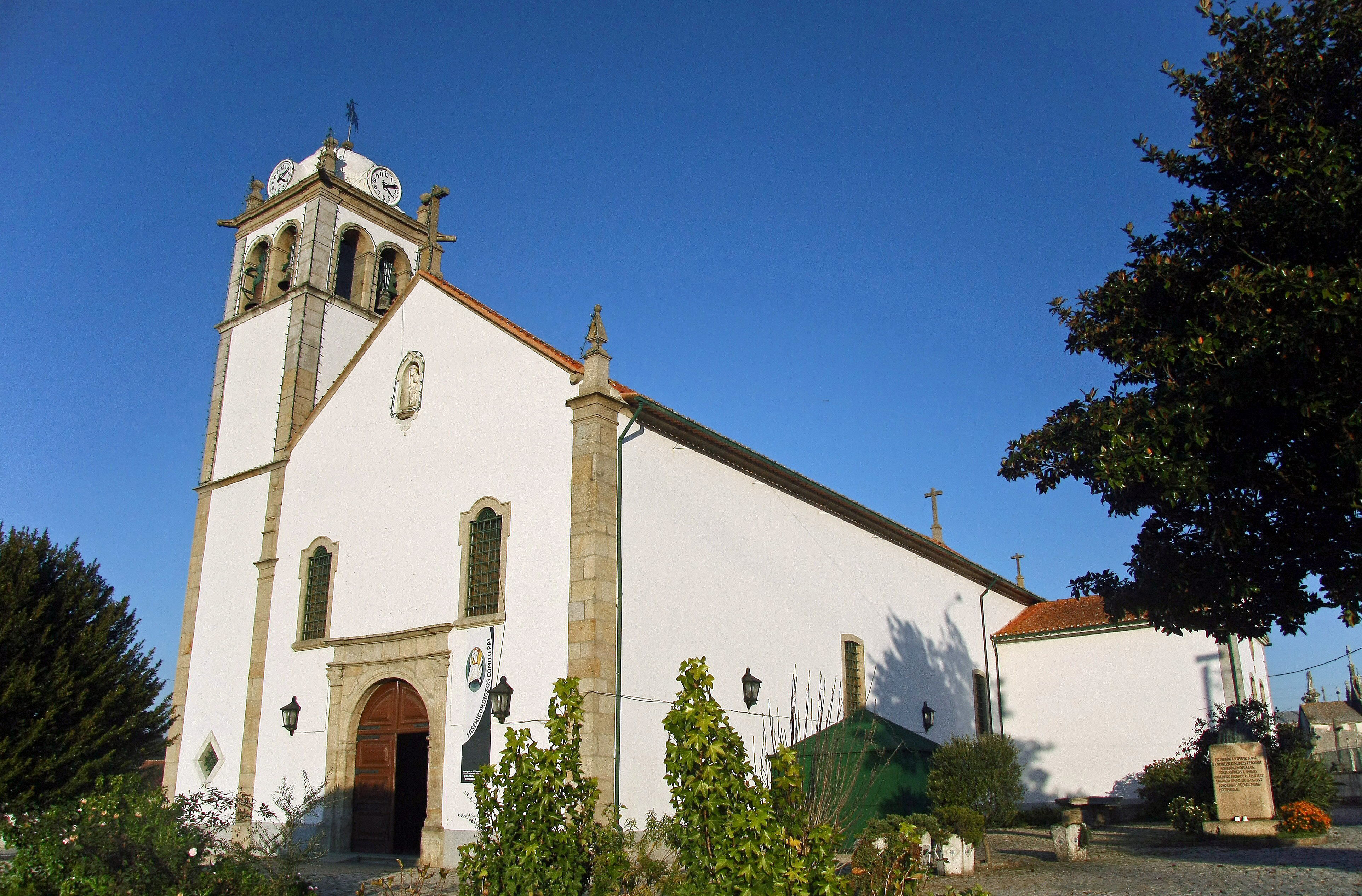

Estarreja est une municipalité (en portugais : concelho ou município) du Portugal, située dans le district d'Aveiro et la région Centre.
La municipalité ne tire son nom de celui d'aucune des paroisses qui la composent.

## Géographie
Estarreja est limitrophe :
- au nord, d'Ovar,
- à l'est, d'Oliveira de Azeméis,
- à l'est et au sud, d'Albergaria-a-Velha,
- à l'ouest, de Murtosa.

## Démographie
| 1801   | 1849   | 1900   | 1930   | 1960   | 1981   | 1991   | 2001   | 2004   |
| ------ | ------ | ------ | ------ | ------ | ------ | ------ | ------ | ------ |
| 17 075 | 26 147 | 34 041 | 23 397 | 25 213 | 26 261 | 26 742 | 28 182 | 28 279 |

| 2011   | - | - | - | - | - | - | - | - |
| ------ | - | - | - | - | - | - | - | - |
| 26 997 | - | - | - | - | - | - | - | - |

## Subdivisions
Depuis la loi no 11-A/2013 du 28 janvier 2013, portant réorganisation administrative du territoire des freguesias, la municipalité d'Estarreja groupe 4 paroisses (freguesia en portugais) contre 7 auparavant :
- Avanca
- Beduído e Veiros (fusion de Beduído et Veiros)
- Canelas e Fermelã (fusion de Canelas et Fermelã)
- Pardilhó
- Salreu